# Бетиньш, Янис
Янис Бетиньш (латыш. Jānis Bētiņš; 24 апреля 1830 — 18 мая 1912) — латвийский и российский дирижёр, органист, педагог. Один из организаторов первых латышских праздников песни. Первый старший дирижёр Балтийского праздника песни и танца (1873), один из основоположников латвийской музыкальной традиции. Также известен как мастер по конструкции органов. Современники называли его «отцом курземской музыки». Его сыновья — Людвигс и Адольфс Бетини — стали пианистами и органистами.

## Биография
Янис Бетиньш родился в 1830 году. Получил образование в Ирлавской учительской семинарии, где впоследствии преподавал с 1848 по 1893 год. С 1860 по 1905 год служил органистом в лютеранском приходе Сати.
В 1870 году организовал Курземский региональный праздник песни в Добеле, где выступил как главный дирижёр. Также был главным дирижёром на I, II и III Всеобщих латышских праздниках песни и танца (1873, 1880 и 1888 годы соответственно).

## Память
- В 1986 году в Ирлаве был установлен памятник Я. Бетиньшу у здания бывшей учительской семинарии.
- В Ирлаве также названа улица в его честь — Bētiņa iela.